# Xã Independent, Quận Valley, Nebraska
Xã Independent (tiếng Anh: Independent Township) là một xã thuộc quận Valley, tiểu bang Nebraska, Hoa Kỳ. Năm 2010, dân số của xã này là 67 người.